# Tersón

Los seis tercios del Valle de Arán con los límites municipales.

Un tercio o tersón (en occitano terçon) es una división geográfica propia del Valle de Arán. Estuvo vigente desde la concesión de la Querimonia, en 1313, hasta la abolición en 1834 con la nueva división provincial. Se ha mantenido tradicionalmente como elemento identitario, y se restauró en 1990 como circunscripción electoral para el Consejo General de Arán (Conselh Generau d'Aran).
Inicialmente eran tres demarcaciones, de ahí el nombre de tercios: Garós, Viella y Bosost. Los tres tercios se correspondían a las tres áreas geográficas del valle: Alto Arán (Naut Aran), Medio Arán (Mijaran) y Bajo Arán (Baish Aran). En el siglo XVI, cada tercio se subdividió en dos sestercios (sesterçons) que, habitualmente, continuaron denominándose tersones:
- De Garós: Arties (hoy Arties y Garós) y Pujòlo.
- De Viella: Marcatosa y Viella o Castièro.
- De Bosost: Irissa y Quate Lòcs

La Querimonia, otorgada por Jaime el Justo en 1313, establecía el Consejo General de Arán como órgano de gobierno propio formato por representantes de cada tercio. Los Decretos de Nueva Planta no suprimieron los fueros del Valle de Arán, pero disminuyeron significativamente la autonomía de gobierno. Con la división provincial de 1833, el territorio se integró en la provincia de Lérida, con la subsiguiente supresión del Consejo General y la sustitución de los tercios por municipios.
Aunque se quedaron sin una función administrativa, los tercios se continuaron manteniendo de forma tradicional entre los habitantes del valle como referente identitario y con valor simbólico. En 1977, después de la caída del régimen franquista, se constituyó una asociación popular con el nombre de Es Terçons para defender los intereses araneses en el Estatuto de Autonomía de Cataluña.
La Ley 16/1990 sobre el régimen especial del Valle de Arán restituyó la estructura administrativa tradicional, que se superponía a la estructura municipal. En las elecciones municipales cada tercio elige, además, a los consejeros. Con un total de 13, cada tercio tiene asignado un número de consejeros según el número de habitantes.
| Tercio         | Municipios                    | Entidades de población que comprende                   | Consejeros |
| -------------- | ----------------------------- | ------------------------------------------------------ | ---------- |
| Quate Lòcs     | Bosost, Lés, Caneján y Bausén |                                                        | 3          |
| Irissa         | Vilamós, Arrés y Las Bordas   |                                                        | 1          |
| Marcatosa      | Viella y Medio Arán           | Vilach, Aubert, Betlán, Mont, Montcorbau, Arrós y Vila | 1          |
| Castièro       | Viella y Medio Arán           | Escuñau, Casarill, Betrén, Viella, Gausach y Casau     | 4          |
| Artiés y Garós | Alto Arán                     | Artiés y Garós                                         | 2          |
| Pujòlo         | Alto Arán                     | Tredós, Bagerque, Salardú, Uña y Gesa                  | 2          |